# Matteo Bandello
Matteo Bandello (kolem 1480 až 1485 Castelnuovo Scrivia – 1561 nebo 1565 Agen) byl italský básník.

## Život
Bandello se stal dominikánem, ale vedl pestrý život: působil i jako pedagog, diplomat a voják. Po dlouhém pobytu v Miláně se stal učitelem Lucrezie Gonzagové v Mantově, které věnoval dlouhou báseň. Niccolò Machiavelli patřil k jeho mnoha známým. Během konfliktu o Miláno (1520-25) byl zastáncem francouzské strany a ztratil své dědictví. V důsledku toho uprchl do Francie. V roce 1550 byl králem Jindřichem II. jmenován agenským biskupem. Tam strávil poslední léta života jako spisovatel.

## Dílo
Bandello napsal 214 novel po vzoru Giovanniho Boccaccia. Prokazují značné poetické schopnosti autora a „vyznačují se naivním a drastickým líčením, ale částečně i velmi choulostivým obsahem“ (Meyers Konversationslexikon). Tím Bandello v literatuře pozdní renesance  vytvořil nový trend, který v následujících desetiletích silně ovlivnil jeho kolegy ve Francii, Španělsku a Anglii. První tři svazky vyšly v roce 1554, čtvrtý následoval v roce 1573.
Některé z jeho povídek použil William Shakespeare jako základ svých her. Nejznámější a nejdůležitější bandellovskou inspirací je Tragická smrt dvou nešťastných milenců Romea a Giulietty (La sfortunata morte di due infelicissimi amanti, Novelle II, 9). Shakespearovo Mnoho povyku pro nic a Večer tříkrálový jsou také zřejmě založeny na Bandellových textech.

## České překlady
- Výbor novel – přeložil V. Rovinský. Praha: Jan Otto, 1905
- Povídky – přeložil B. K. Praha: Jan Toužimský, 1911
- Povídka o obdivuhodné chytrosti… – in: 1000 nejkrásnějších novel... č. 9, úvod František Sekanina, přeložil V. Rovinský. Praha: J. R. Vilímek, 1911 s. 49–61
- O mladé vdově a šlechtici. O hedvábníku Lyonském a jeho nezdařené lsti. Půjčka za oplátku – přeložil Otto Kirchner. Praha: Člun, 1912
- Milostné novelly – přeložil Karel Mašek; vyzdobena Vladislavem Röhlingem. Praha: ?, 1921
- Nový způsob, jak ztrestati svou ženu, vynalezený kterýmsi benátským šlechticem – přeložil B. K. Praha: J. Toužimský, 1921
- Povídky: Kratochvilná mazanost dona Bassana, jak se zbavil svého biskupa, který ho chtěl vsaditi do vězení, protože měl styky s jeptiškami. Lukrecie z Vicenzy se zamiluje do Bernarda Losca a spí s ním a se dvěma z jeho bratří – přeložil B. K. Praha: J. Toužimský, 1922
- Novely – přeložil a napsal úvod Jan Brechensbauer; ilustroval Miroslav Šašek. Praha: Adolf Synek, 1947
- Láska dona Giovanniho a vévodkyně Savojské – přeložil J. Brechensbauer; vyzdobil a typograficky upravil Petr Dillinger. Praha: Vilém Šmidt, 1948
- Moje žena – tvoje žena: komedie o třech dějstvích (osmi obrazech) – překlad a dramatizace Oldřich Kautský. Praha: Dilia, 1967
- Padesát pamětihodných příběhů – vybral a přeložil Adolf Felix; ilustroval Miloslav Troup. Praha: Odeon, 1975 463 s.

- Milostné příběhy: výběr nejlepších prací starých mistrů erotiky – [Bandello: Chytré Benátčanky. Dívčí lest. Antonio Bologna a vévodkyně z Malfy. O Eleonoře a Pompeovi. – Scipiony Bargagli ....]. Český Těšín: Agáve, 2000